# Simone di Archiac
Simone di Archiac, in francese Simon d'Archiac  (... – Avignone, 14 maggio 1323), è stato un cardinale e arcivescovo cattolico francese.
Era figlio di Aimaro II d'Archiac e di Margherita di Rochechouart.

## Biografia
Fu canonico a Béziers, canonico e decano a Saintes e consigliere del re di Francia Filippo V.
Nel 1319 fu eletto arcivescovo di Vienne, carica dalla quale si dimise allorché, con il concistoro del 20 dicembre 1320, papa Giovanni XXII lo nominò cardinale, con il titolo di cardinale presbitero di Santa Prisca.
Nel breve corso del suo cardinalato non ebbe occasione di partecipare ad alcun conclave.